# 威雅利
威雅利電子 (集團) 有限公司，簡稱威雅利電子 (集團) ，以及威雅利電子（英語：Willas-Array Electronics (Holdings) Limited，SGX：BDR、港交所：0854），在1992年由威伦企业有限公司，以及雅利电子有限公司（兩者為威雅利电子(香港)有限公司前身）組成一家控股公司。
而管理層包括梁智恒（主席）、韓家振（董事總經理）、梁漢成（首席財務長）、創辦人梁振華（現任策略顧問）等。現時主要業務在香港、中國內地、新加坡等地區經營生產及銷售电子元件贸易，以及集成电路设计和贸易。
總部位於香港新界葵涌大连排道200号伟伦中心第2期24字楼，而股份在2001年7月2日於新加坡交易所主板上市，招股價為0.28新加坡元，發行新股為53,500,000股，集資額為14,980,000新加坡元。
威雅利在2013年12月6日於港交所主板上市，由於不會發行新股，因此只會作介紹形式上市和分批由新加坡轉移香港股份數目。

## 連結
- Willas-Array.com （页面存档备份，存于）